# Dorothy West (attrice)
Dorothy West (Griffin, 29 agosto 1891 – Davenport, 11 dicembre 1980) è stata un'attrice statunitense.

## Biografia
Nata in Georgia, Dorothy West iniziò a lavorare nel 1908 a diciassette anni per l'American Mutoscope & Biograph, diretta da D.W. Griffith. Specializzata in ruoli di caratterista, nella sua carriera, durata dal 1908 al 1916, partecipò a 123 film come attrice, lavorando quasi esclusivamente con Griffith.
Nel 1910, sceneggiò - sempre per Griffith - The Golden Supper di cui era anche protagonista.
Lascia il cinema nel 1911. Vi ritorna nel 1916, lavorando prima con Douglas Fairbanks in Doug è uno scervellato, poi con Mary Pickford, a fianco della quale recita nel suo ultimo film, The Eternal Grind per la Famous Players Film Company.
Si ritira dagli schermi a 25 anni.
Muore nel 1980, all'età di 89 anni, a Davenport, in Florida.

## Filmografia
- The Girl and the Outlaw, regia di D.W. Griffith (1908)
- The Guerrilla, regia di D.W. Griffith  (1908)
- An Awful Moment, regia di D.W. Griffith    (1908)
- One Touch of Nature, regia di D.W. Griffith    (1909)
- Love Finds a Way, regia di D.W. Griffith   (1909)
- Those Boys!, regia di D.W. Griffith   (1909)
- Those Awful Hats, regia di D.W. Griffith   (1909)
- The Cord of Life, regia di D.W. Griffith (1909)
- The Girls and Daddy, regia di D.W. Griffith    (1909)
- The Brahma Diamond, regia di D.W. Griffith   (1909)
- The Joneses Have Amateur Theatricals, regia di D.W. Griffith   (1909)
- The Politician's Love Story, regia di D.W. Griffith   (1909)
- The Golden Louis, regia di D.W. Griffith (1909)
- At the Altar, regia di D.W. Griffith   (1909)
- His Wife's Mother, regia di D.W. Griffith   (1909)
- A Fool's Revenge, regia di D.W. Griffith   (1909)
- The Roue's Heart, regia  di D.W. Griffith  (1909)
- The Salvation Army Lass, regia di D.W. Griffith (1909)
- The Lure of the Gown, regia di D.W. Griffith (1909)
- I Did It, regia di D.W. Griffith (1909)
- The Voice of the Violin, regia di D.W. Griffith (1909)
- The Deception, regia di David W. Griffith (1909)
- A Burglar's Mistake , regia di David W. Griffith (1909)
- The Medicine Bottle  di D.W. Griffith (1909)
- Lady Helen's Escapade  di D.W. Griffith (1909)
- The Drive for a Life  di D.W. Griffith (1909)
- The Cricket on the Hearth di D.W. Griffith   (1909)
- Was Justice Served?  di D.W. Griffith  (1909)
- A Strange Meeting  di D.W. Griffith (1909)
- The Little Darling di D.W. Griffith  (1909)
- His Lost Love   di D.W. Griffith (1909)
- In the Watches of the Night di D.W. Griffith   (1909)
- Lines of White on a Sullen Sea  di D.W. Griffith (1909)
- What's Your Hurry?  di D.W. Griffith (1909)
- The Gibson Goddess  di D.W. Griffith (1909)
- Nursing a Viper  di D.W. Griffith (1909)
- The Light That Came di D.W. Griffith  (1909)
- Two Women and a Man  di D.W. Griffith  (1909)
- A Midnight Adventure   di D.W. Griffith (1909)
- The Open Gate  di D.W. Griffith  (1909)
- The Mountaineer's Honor  di D.W. Griffith (1909)
- The Trick That Failed di D.W. Griffith  (1909)
- The Death Disc: A Story of the Cromwellian Period  di D.W. Griffith  (1909)
- The Red Man's View  di D.W. Griffith (1909)
- A Corner in Wheat  di D.W. Griffith (1909)
- In a Hempen Bag  di D.W. Griffith (1909)
- In Little Italy  di D.W. Griffith (1909)
- To Save Her Soul di D.W. Griffith  (1909)
- The Day After  di D.W. Griffith  (1909)
- Choosing a Husband  di D.W. Griffith  (1909)
- The Rocky Road  di D.W. Griffith    (1910)
- The Honor of His Family, regia di David W. Griffith (1910)
- The Cloister's Touch di D.W. Griffith    (1910)
- The Woman from Mellon's  di D.W. Griffith   (1910)
- The Duke's Plan di D.W. Griffith    (1910)
- One Night and Then di D.W. Griffith (1910)
- The Englishman and the Girl di D.W. Griffith    (1910)
- His Last Burglary di D.W. Griffith    (1910)
- The Newlyweds  di D.W. Griffith   (1910)
- The Thread of Destiny di D.W. Griffith    (1910)
- The Converts  di D.W. Griffith   (1910)
- The Love of Lady Irma di Frank Powell (1910)
- Faithful   di D.W. Griffith   (1910)
- The Twisted Trail  di D.W. Griffith    (1910)
- The Smoker  di D.W. Griffith    (1910)
- The Two Brothers  di D.W. Griffith     (1910)
- A Romance of the Western Hills di D.W. Griffith     (1910)
- Thou Shalt Not di D.W. Griffith   (1910)
- The Way of the World, regia di David W. Griffith - cortometraggio (1910)
- The Unchanging Sea  di D.W. Griffith (1910)
- Ramona di D.W. Griffith   (1910)
- The Impalement  di D.W. Griffith    (1910)
- The Purgation di D.W. Griffith     (1910)
- A Child of the Ghetto  di D.W. Griffith    (1910)
- A Victim of Jealousy  di D.W. Griffith    (1910)
- In the Border States di D.W. Griffith     (1910)
- A Child's Impulse   di D.W. Griffith   (1910)
- A Midnight Cupid di D.W. Griffith     (1910)
- A Child's Faith di D.W. Griffith   (1910)
- A Flash of Light di D.W. Griffith     (1910)
- As the Bells Rang Out! di D.W. Griffith     (1910)
- The Call to Arms  di D.W. Griffith   (1910)
- The House with Closed Shutters di D.W. Griffith    (1910)
- A Salutary Lesson di D.W. Griffith    (1910)
- The Usurer  di D.W. Griffith   (1910)
- A Summer Idyll di D.W. Griffith    (1910)
- The Oath and the Man di D.W. Griffith    (1910)
- Rose O'Salem Town di D.W. Griffith    (1910)
- Examination Day at School di D.W. Griffith    (1910)
- The Broken Doll di D.W. Griffith    (1910)
- The Banker's Daughters di D.W. Griffith    (1910)
- Waiter No. 5 di D.W. Griffith    (1910)
- The Fugitive di D.W. Griffith    (1910)
- Sunshine Sue di D.W. Griffith    (1910)
- Love in Quarantine di Frank Powell (1910)
- A Plain Song di D.W. Griffith (1910)
- The Golden Supper di D.W. Griffith     (1910)
- His Sister-In-Law di D.W. Griffith    (1910)
- The Lesson   di D.W. Griffith   (1910)
- Winning Back His Love  di D.W. Griffith   (1910)
- The Two Paths  di D.W. Griffith    (1911)
- The Italian Barber  di D.W. Griffith    (1911)
- His Trust di D.W. Griffith  (1911)
- His Trust Fulfilled   di D.W. Griffith   (1911)
- Fate's Turning  di D.W. Griffith    (1911)
- A Wreath of Orange Blossoms di D.W. Griffith e Frank Powell   (1911)
- Heart Beats of Long Ago   di D.W. Griffith   (1911)
- Priscilla's Engagement Ring di Frank Powell (1911)
- The Diamond Star di D.W. Griffith  (1911)
- The Lily of the Tenements di D.W. Griffith   (1911)
- Priscilla's April Fool Joke di Frank Powell (1911)
- The Spanish Gypsy di D.W. Griffith  (1911)
- The Broken Cross di D.W. Griffith (1911)
- The Chief's Daughter, regia di D.W. Griffith  (1911)
- A Knight of the Road, regia di D.W. Griffith  (1911)
- His Mother's Scarf, regia di D.W. Griffith  (1911)
- In the Days of '49, regia di D.W. Griffith  (1911)
- The New Dress, regia di D.W. Griffith  (1911)
- Swords and Hearts, regia di D.W. Griffith  (1911)
- The Squaw's Love, regia di D.W. Griffith  (1911)
- The Revenue Man and the Girl, regia di D.W. Griffith  (1911)
- Doug è uno scervellato (The Habit of Happiness), regia di Allan Dwan (1916)
- The Eternal Grind, regia di John B. O'Brien (1916)

### Sceneggiatrice
- The Golden Supper, regia di D.W. Griffith (1910)